# Oswald Eccher ab Eccho

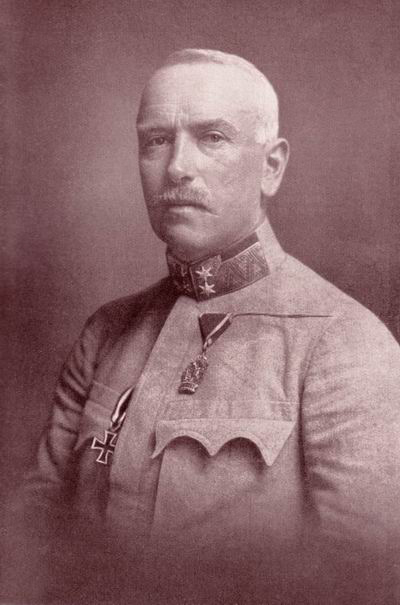
Generalmajor Oswald Eccher ab Eccho 1920

Oswald Eccher ab Eccho Edler von Marienberg (* 11. August 1867 in Mezzocorona; † 11. Dezember 1935 in Innsbruck) war ein k. u. k. Oberst, 1918 Landesbefehlshaber von Tirol und ab 1920 Generalmajor.

## Leben
Nach seinem Studium der Rechtswissenschaften in Innsbruck 1885 bis 1890 besuchte er die Theresianische Militärakademie in Wiener Neustadt und wurde als Leutnant 1892 zum Infanterieregiment Nr. 97 in Pola (Istrien) ausgemustert.
1893 promovierte er zum Doctor iuris und nach einem Aufenthalt in Triest besuchte er die Kriegsschule in Wien, um zum Oberleutnant aufzusteigen. Das Jahr 1899 sah ihn als Generalstabsoffizier in Lemberg; 1900 wurde er als Hauptmann zum Infanterieregiment Nr. 33 nach Arad versetzt. 1906 kehrte er nach Innsbruck zurück, um an der Kadettenschule zu lehren. Bereits 1910 wurde er Major und Generalstabschef in Cattaro und 1913 Oberstleutnant i.G.St. und Kommandant des k.u.k. Jägerbataillons „Kopal“ Nr. 10 in Vigo di Fassa (Trentino-Südtirol).
Ihm wurden 1913 das Silberne Militärverdienstkreuz, 1914 der Orden der Eisernen Krone II. Klasse und 1915 das Eiserne Kreuz II. Klasse verliehen. Nach seiner Beförderung zum Oberst erhielt den Leopold-Orden. Ihm wurde das Kommando über das Infanterieregiment Nr. 84 übertragen.
Nach Kriegsausbruch diente er 1916 als Generalstabschef des 19. Korps unter General Trollmann. 1917 schließlich wurde er Kommandant der Kaiserjägerbrigade und 1918 militärischer Landesbefehlshaber von Tirol. 1920 erhielt er den Rang eines Generalmajors und wurde 1921 in Ruhe gestellt.
Nach ihm ist die General-Eccher-Straße in Innsbruck benannt, in der sich das Militärkommando von Tirol befindet.